# Todd, Todd, pourquoi m'as-tu abandonné ?
Todd, Todd, pourquoi m'as-tu abandonné ? (France) ou L'enfer, c'est eux autres (Québec) (Todd, Todd, Why Hast Thou Forsaken Me?) est un épisode de la série télévisée d'animation Les Simpson. Il s'agit du neuvième épisode de la trente-et-unième saison et du 671e de la série.

## Synopsis
À la suite d'un manque de considération de Dieu envers sa défunte mère, et sans signe concret de sa part, Todd ne croit plus en Dieu et rejette sa foi. À la suite de cet affront, Ned décide de l'envoyer chez les Simpson afin d'essayer de lui faire retrouver sa foi. Cependant, malgré les nombreux essais de la famille pour le faire retourner vers Dieu, Todd n'y parvient pas. Une expérience de mort imminente d'Homer et Ned va peut-être réussir à le faire changer d'avis...

## Réception
Lors de sa première diffusion, l'épisode a attiré 1,99 million de téléspectateurs.